# Obchodní dům Tesco (Košice)

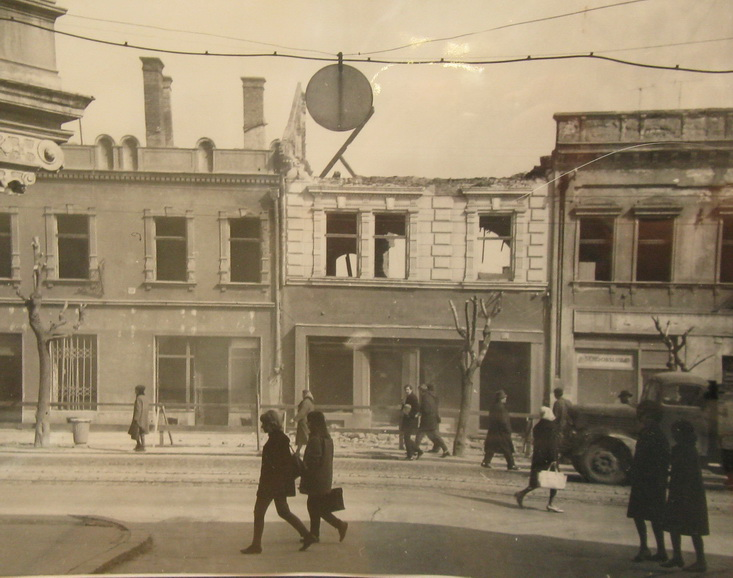
Asanační práce na původních budovách, které nahradil OD Prior

Obchodní dům Urban v Košicích (původně v letech 1968-1994 Obchodní dům Prior a 1994-1996 Obchodní dům K-Mart, později Obchodní dům Tesco) je pětipodlažní budova obchodního domu na rohu Hlavní ulice a Kasárenského náměstí postavená dle návrhu architektky Růženy Žertové. Patří mezi první poválečné realizace plnosortimentních obchodních domů v tehdejším Československu.

## Historie

### Návrh a výstavba
Projekt budovy vypracovala pro oborový podnik Obchodní domy Bratislava v letech 1962 až 1964 architektka Růžena Žertová ze Státního projektového ústavu obchodu (SPÚO) v Brně. Pracovní název projektu byl Obchodní dům Hornád, protože nový obchodní dům měl nahradit původní OD Hornád, který sídlil v Andrássyho paláci. Protože se jednalo (spolu s bratislavským obchodním domem Prior od Ivana Matušíka) o jeden z prvních navrhovaných a realizovaných obchodních domů pro odborový podnik Prior, sloužil později jako jistý typologický předobraz pro později navrhované objekty v celém Československu. Stavbě předcházela asanace několika historických domů na hlavní ulici. Výstavbu, která probíhala v letech 1965 až do listopadu 1968, zajišťoval národní podnik Hutní stavby Košice. Náklady na výstavbu se vyšplhaly na hodnotu 52 milionů Kčs.

### Popis a konstrukce
Parcela obchodního domu má obdélníkový tvar o rozloze 3 500 metrů čtverečních. Objekt má formu lapidárního kvádru o půdorysních rozměrech 30 x 76 metrů, přičemž je delší stranou orientován na sever, tedy do Kasárenského náměstí. Budova má jedno podzemní a pět nadzemních podlaží - suterén je rozšířen pod půdorysný tvar a nejvyšší podlaží je naopak ustupující. Celková plocha podlaží je 14 600 m² a budova obestavěné prostor 71 tisíc metrů krychlových.
Stavba výškově navazuje na sousední funkcionalistický obytný a obchodní dům vybudovaný počátkem 40. let. Fasáda průčelí je tvořena terazzovými tvarovkami o rozměrech 50 x 50 cm, které vytvářejí dekorativní strukturu připomínající bosáže renesanční architektury. Tvárnice navrhla akademická sochařka Jana Bartošová-Vilhanová a vyrobilo je Družstvo cementu v Šarišských Lúkách. Umělecká výzdoba interiéru pochází od Pavla Navrátila a Vojtěcha Takáče.
Hlavní hmota budovy 2. až 4. nadzemního podlaží je podložena průhledným proskleným soklem s výkladními skříněmi. Objekt je tvořený železobetonovým monolitickým skeletem s modulem sloupů 9 x 9 metrů. Obvodový plášť je na prvním až třetím patře cihlový.
Prodejní prostory byly původně na přízemí a prvním až třetím podlaží a měly celkovou plochu 6 700 m². V roce 2008 proběhla rekonstrukce suterénu a bylo přidáno dalších 2 tisíce m² prodejní plochy. V posledním pátém podlaží jsou umístěny kanceláře a centrální šatny a původně i společenské místnosti, bufet a klubovna. Zásobování je vyřešeno situováním přijímací haly v suterénu v zadní části budovy. Všechny prodejní a skladové prostory od začátku klimatizované a ostatní místnosti jsou vytápěny centrálním teplovodním topným systémem.

### Rekonstrukce po roce 1994
Nový majitel realizoval ve východní části parcely u vjezdové rampy zásobovacího dvora jednopodlažní přístavbu s funkcí zvětšení skladových prostor a zázemí obchodního domu.

## Současnost

### Rekonstrukce v roce 2021
V roce 2019 prodala společnost Tesco objekt obchodního domu společnosti Azor, později ji zakoupila developerská společnost Arkon, která uskutečnila záměr obnovy obchodního domu. Rekonstrukce probíhala od roku 2020 a odstranila množství nekvalitních zásahů zejména z 90. let 20. století. V interiéru došlo k odstranění rozsáhlé části stropní konstrukce mezi 3. a 4. nadzemním podlažím o ploše více než 100 m² s cílem vytvořit velkorysý otevřený prostor pro provoz foodcourtu. Rekonstruovaný objekt byl otevřen 22. dubna 2021. Investice do obnovy budovy dosáhly přibližně 20 miliónů €. Obchodní dům po rekonstrukci nese název Urban.